# Frank Bösch
Frank Bösch (* 25. Oktober 1969 in Lübeck) ist ein deutscher Historiker. Er ist Direktor des Leibniz-Zentrums für Zeithistorische Forschung (ZZF) in Potsdam und Professor für Europäische Geschichte des 20. Jahrhunderts an der Universität Potsdam. Bösch trat besonders mit Büchern zur Geschichte der Parteien, der Medien und zur deutschen Zeitgeschichte in internationaler Perspektive hervor.

## Leben
Frank Bösch studierte Geschichte, Politikwissenschaft und Germanistik an den Universitäten Hamburg und Göttingen. Im Jahr 2001 wurde er bei Bernd Weisbrod in Göttingen mit einer Arbeit über die CDU unter Konrad Adenauer promoviert, die insbesondere das Zusammenwachsen zwischen dem politischen Katholizismus und bürgerlich-protestantischen Strömungen untersuchte. Zwischen 1998 und 2002 arbeitete er als wissenschaftlicher Mitarbeiter und Assistent am Seminar für Mittlere und Neuere Geschichte der Universität Göttingen und kurzzeitig auch am dortigen Seminar für Politikwissenschaft in der Projektgruppe „Sozialmoralische Milieus in Demokratie und Diktatur“. In dieser Phase entstanden Bücher und Artikel, die den Konservatismus der 1920er bis 1960er Jahre auch aus lokalen Vereinskulturen heraus untersuchten. Von 2002 bis 2007 war er Juniorprofessor am Historischen Institut der Ruhr-Universität Bochum, zudem 2005 Stipendiat des DHI London. In dieser Zeit verfasste er die Studie Öffentliche Geheimnisse, die anhand von Skandalen den Wandel von Normen und die Veränderung der politischen Kultur im Kaiserreich und viktorianischen Großbritannien untersuchte.
Von 2007 bis 2011 war Bösch Professor am Historischen Seminar der Justus-Liebig-Universität Gießen, wo er einen Forschungsschwerpunkt in der Mediengeschichte ausbaute. Er leitete dort das Studienfach Fachjournalistik Geschichte und war Sprecher des DFG-Graduiertenkollegs Transnationale Medienereignisse. Von der Frühen Neuzeit bis zur Gegenwart. Im Jahr 2011 nahm er einen Ruf an die Universität Potsdam auf eine W3-Professur für Deutsche und Europäische Geschichte des 20. Jahrhunderts an. Zugleich wurde er zum Direktor des Leibniz-Zentrums für Zeithistorische Forschung (ZZF) ernannt. Er ist Mitherausgeber der Fachzeitschrift Zeithistorische Forschungen und der Reihe Geschichte der Gegenwart, die beide am ZZF erscheinen. Bösch gibt außerdem die Buchreihen Medien und Gesellschaftswandel im 20. Jahrhundert und Historische Einführungen mit heraus.
Frank Bösch ist in zahlreichen wissenschaftlichen Gremien und Beiräten ehrenamtliches Mitglied. So war er von 2016 bis Oktober 2021 stellvertretender Vorsitzender des Verbandes der Historiker und Historikerinnen Deutschlands. Von 2012 bis 2018 war er Mitglied des Senats- und Bewilligungsausschuss der DFG für Graduiertenkollegs. Er gehört dem Beirat des Luxembourg Centre for Contemporary and Digital History, dem Leibniz-Zentrum Moderner Orient, des Hauses der Geschichte, des Hauses der Geschichte des Ruhrgebiets sowie dem 4. Internationalen Beirat der Bundeskanzler-Willy-Brandt-Stiftung an (seit 2023).

## Forschungsschwerpunkte
Seine Schriften decken ein breites Spektrum an Themen und Zugängen ab. Zunächst setzte er Akzente in der Sozialgeschichte. Anhand von Organisationen wie Parteien und Vereinen machte er gesellschaftliche Wandlungsprozesse vor und nach 1945 aus. In seiner Dissertation über die Adenauer-CDU konzentrierte er sich auf eine „kulturhistorisch fundierte Parteigeschichte der Union“. Bösch gilt zudem als profilierter Medienhistoriker. Diesem Bereich entstammen seine Studie Öffentliche Geheimnisse. Skandale, Politik und Medien in Deutschland und Großbritannien 1880–1914 sowie sein Buch Mediengeschichte. Vom asiatischen Buchdruck zum Fernsehen, in der er die Wechselverhältnisse von sozialem und medialem Wandel vor allem in der Moderne untersucht, sowie zahlreiche Aufsätze und Sammelbände etwa zur Rolle der Medien in der Außenpolitik oder auch beim Wandel der Religion. In einer Studie über die Mediengeschichte seit dem späten 19. Jahrhundert vertritt er die These, der beschleunigte mediale Wandel im 20. Jahrhundert habe nicht nur die Globalisierung, sondern auch „nationale und regionale Verdichtungen“ forciert. Am ZZF hat er diesen Schwerpunkt auf die Erforschung der Computerisierung erweitert und leitete ein größeres Projekt zu den Auswirkungen der frühen Digitalisierung, das wiederum die gesellschaftliche Bedeutung und Nutzung von Computern seit den 1950er Jahren ausmachte. Im Bereich der Kulturgeschichte hat er Arbeiten zur audiovisuellen Erinnerungskultur, aber auch zur Geschichte der Sexualität vorgelegt.
In den 2010er Jahren forschte Bösch insbesondere zum Zusammenhang zwischen globalen und deutschen Veränderungen in der jüngeren Zeitgeschichte. Große Aufmerksamkeit erhielt das daraus hervorgegangene Buch Zeitenwende 1979. Als die Welt von heute begann (2019), das an zehn globalen Ereignissen 1979 das Aufkommen gegenwärtiger Herausforderungen und deren Verbindungen zu Deutschland untersucht. Hierzu betrachtet Bösch etwa das Aufkommen des islamischen Fundamentalismus anhand der Iranischen Revolution und dem sowjetischen Einmarsch in Afghanistan, die neue Rolle von Märkten anhand der Wahl Margaret Thatchers und der Öffnung Chinas unter Deng Xiaoping, die Aufnahme von Flüchtlingen anhand der Boat People oder auch die Serie Holocaust für den Wandel der Zeitgeschichte. Das Buch hielt sich unmittelbar nach Erscheinen mehrere Wochen auf der Spiegel-Bestseller-Liste und wurde im Februar 2019 von einer Jury deutschsprachiger Feuilletons zum besten Sachbuch gewählt. Im März 2019 landete es auf Platz 3 der Jury von Die Zeit, ZDF, Deutschlandfunk Kultur sowie auf der Shortlist für das Jahr 2019. Die Rezensionen lobten die „Fülle von Erkenntnissen, deren viele auch Kenner der Zeitgeschichte packen werden“ (Franziska Augstein, Süddeutsche Zeitung), die „Materialfülle und seine sorgfältige Argumentation“ (Rudolf Walther, taz). Sven Felix Kellerhoff (Die Welt) nannte das Buch „ein Beispiel für die Wissenschaftsdisziplin jüngste Zeitgeschichte, wie sie besser kaum sein kann“.
Sein im Februar 2024 veröffentlichtes Buch Deals mit Diktaturen. Eine andere Geschichte der Bundesrepublik erreichte im März 2024 Platz 2 der Sachbuch-Bestenliste von ZEIT/ZDF/Deutschlandfunk. Diese Studie zeigt auf Basis vielfältiger Archivakten, wie die Bundesrepublik seit den 1950er Jahren enge Kooperationen mit unterschiedlichen Autokratien ausbaute. Zugleich analysiert es das Aufkommen von Protesten und Sanktionen gegen einzelne Diktaturen. Rezensionen sprachen von einem „überaus lesenswerten Buch“ (Nils Markwardt, Die ZEIT)
Gemeinsam mit Andreas Wirsching leitete er von 2014 bis 2018 ein Forschungsprojekt einer von Bundesinnenminister Thomas de Maizière eingesetzten Kommission, das die Geschichte des Bundesministeriums des Innern und des Ministeriums des Innern der DDR im Hinblick auf mögliche personelle und sachliche Kontinuitäten nach dem Nationalsozialismus untersuchte. Derzeit leitet er mit Gideon Botsch ein großes Forschungsprojekt zur Geschichte der Radikalen Rechten zwischen 1945 und 2000 in beiden Teilen Deutschlands.

## Schriften (Auswahl)
Monographien
- Deals mit Diktaturen. Eine andere Geschichte der Bundesrepublik. Beck, München 2024, ISBN 978-3-406-81339-9.
- Zeitenwende 1979. Als die Welt von heute begann. Beck, München 2019 (6. Aufl.), ISBN 978-3-406-73308-6.
  - Lizenz-Ausgabe bei der Bundeszentrale für politische Bildung: Zeitenwende 1979. Als die Welt von heute begann. Bonn 2019.
- Mediengeschichte. Vom asiatischen Buchdruck zum Fernsehen (= Historische Einführungen. Bd. 10). Campus-Verlag, Frankfurt am Main u. a. 2011, ISBN 978-3-593-39379-7.
  - englische Ausgabe: Media and Historical Change. Germany in International Perspective, 1400 to the Present, Berghahn Books, Oxford/New York 2015, ISBN 978-1-78238-625-4.
  - polnische Ausgabe: Media a przemiany historiczne. Od druku do Internetu (= Klio w Niemczech. Bd. 26). Scholar, Warschau 2021, ISBN 978-83-66470-98-9.
- Öffentliche Geheimnisse. Skandale, Politik und Medien in Deutschland und Großbritannien 1880–1914 (= Veröffentlichungen des Deutschen Historischen Instituts London. Bd. 65). Oldenbourg, München 2009, ISBN 978-3-486-58857-6. (Digitalisat auf zeitgeschichte-digital.de).
- Macht und Machtverlust. Die Geschichte der CDU. Deutsche Verlags-Anstalt, Stuttgart u. a. 2002, ISBN 3-421-05601-3. (Digitalisat).
- Das konservative Milieu. Vereinskultur und lokale Sammlungspolitik in ost- und westdeutschen Regionen (1900–1960) (= Veröffentlichungen des Zeitgeschichtlichen Arbeitskreises Niedersachsen. Bd. 19). Wallstein-Verlag, Göttingen 2002, ISBN 3-89244-501-X.
- Die Adenauer-CDU. Gründung, Aufstieg und Krise einer Erfolgspartei 1945–1969. Deutsche Verlags-Anstalt, Stuttgart u. a. 2001, ISBN 3-421-05438-X (zugleich: Göttingen, Universität, Dissertation, 2001).

Herausgeberschaften
- mit Stefanie Eisenhuth, Hanno Hochmuth und Irmgard Zündorf: Public Historians. Zeithistorische Interventionen nach 1945, Wallstein Göttingen 2021.
- mit Andreas Wirsching: Hüter der Ordnung. Die Innenministerien in Bonn und Ost-Berlin nach dem Nationalsozialismus. Wallstein, Göttingen 2018, ISBN 978-3-8353-3206-5.
- Wege in die digitale Gesellschaft. Computernutzung in der Bundesrepublik 1955–1990. Wallstein, Göttingen 2018, ISBN 978-3-8353-3290-4.
- mit Caroline Moine und Stefanie Senger: Internationale Solidarität. Globales Engagement in der Bundesrepublik und der DDR. Wallstein, Göttingen 2018, ISBN 978-3-8353-3208-9.
- mit Thomas Hertfelder und Gabriele Metzler: Grenzen des Neoliberalismus. Der Wandel des Liberalismus im späten 20. Jahrhundert. Steiner, Stuttgart 2018, ISBN 978-3-515-12085-2.
- A History Shared and Divided. East and West Germany since the 1970s. Berghahn Books, New York/Oxford 2018, ISBN 978-1-78533-925-7.
- Geteilte Geschichte. Ost- und Westdeutschland 1970–2000 (= Bundeszentrale für Politische Bildung. Bd. 1636). Vandenhoeck & Ruprecht, Göttingen 2015, ISBN 3-525-30083-2.
- mit Rüdiger Graf: The Energy Crises of the 1970s. Anticipations and Reactions in the Industrialized World (= Historical Social Research. Bd. 39 2014). Mannheim 2014.
- mit Peter Hoeres: Außenpolitik im Medienzeitalter. Vom späten 19. Jahrhundert bis zur Gegenwart (= Geschichte der Gegenwart. Bd. 8). Wallstein, Göttingen 2013, ISBN 3-8353-1352-5.
- mit Lucian Hölscher: Jenseits der Kirche. Die Öffnung religiöser Räume seit den 1950er Jahren (= Geschichte der Religion in der Neuzeit. Bd. 5). Wallstein, Göttingen 2013, ISBN 978-3-8353-1348-4.
- mit Jürgen Danyel: Zeitgeschichte. Konzepte und Methoden. Vandenhoeck & Ruprecht, Göttingen 2012, ISBN 3-525-30060-3.
- mit Ariane Brill und Florian Greiner: Europabilder im 20. Jahrhundert. Entstehungen an der Peripherie (= Geschichte der Gegenwart. Bd. 5). Wallstein, Göttingen 2012, ISBN 3-8353-1173-5.
- mit Patrick Schmidt: Medialisierte Ereignisse. Performanz, Inszenierung und Medien seit dem 18. Jahrhundert. Campus-Verlag, Frankfurt am Main 2010, ISBN 978-3-593-39198-4.
- mit Lucian Hölscher: Kirche – Medien – Öffentlichkeit. Transformationen kirchlicher Selbst- und Fremddeutungen seit 1945 (= Geschichte der Religion in der Neuzeit. Bd. 2). Wallstein, Göttingen 2009, ISBN 978-3-8353-0504-5.
- mit Constantin Goschler: Public History. Öffentliche Darstellungen des Nationalsozialismus jenseits der Geschichtswissenschaft. Campus-Verlag, Frankfurt am Main u. a. 2009, ISBN 978-3-593-38863-2.
- mit Dominik Geppert: Journalists as Political Actors. Transfers and Interactions between Britain and Germany since the late 19th Century (= Beiträge zur England-Forschung. Schriftenreihe des Arbeitskreises Deutsche England-Forschung, German Association for the Study of British History and Politics. Bd. 59). Wißner, Augsburg 2008, ISBN 978-3-89639-673-0.
- mit Manuel Borutta: Die Massen bewegen. Medien und Emotionen in der Moderne. Campus-Verlag, Frankfurt am Main u. a. 2006, ISBN 3-593-38200-8.
- mit Norbert Frei: Medialisierung und Demokratie im 20. Jahrhundert (= Beiträge zur Geschichte des 20. Jahrhunderts. Bd. 5). Wallstein, Göttingen 2006, ISBN 3-8353-0072-5.

## Belege
1. ↑  Vgl. dazu die Besprechung von Peter Exner in: Historische Zeitschrift 276, 2003, S. 837–839.
2. ↑  Vgl. dazu die Besprechung von Peter Winzen in: Historische Zeitschrift 290, 2010, S. 836–838.
3. ↑  Frank Bösch: Die Adenauer-CDU. Gründung, Aufstieg und Krise einer Erfolgspartei 1945–1969. Stuttgart u. a. 2001, S. 10.
4. ↑  Vgl. dazu die Besprechungen von Volker Barth in: Archiv für Sozialgeschichte 52, 2012 (online); Ansgar Diller in: Nassauische Annalen 124, 2013, S. 689; Werner Faulstich in: Historische Zeitschrift 293, 2011, S. 729–731.
5. ↑  Frank Bösch, Peter Hoeres (Hrsg.): Außenpolitik im Medienzeitalter. Vom späten 19. Jahrhundert bis zur Gegenwart. Göttingen 2013; Frank Bösch, Lucian Hölscher (Hrsg.): Jenseits der Kirche. Die Öffnung religiöser Räume seit den 1950er Jahren. Göttingen 2013.
6. ↑  Frank Bösch: Entgrenzungen? Transnationale Medien und regionale Kommunikation seit dem späten 19. Jahrhundert. In: Alexander Gallus, Axel Schildt, Detlef Siegfried (Hrsg.): Deutsche Zeitgeschichte - transnational. Göttingen 2015, S. 223–240, hier: S. 233. Vgl. dazu die Besprechung von Dominik Geppert in: Historische Zeitschrift 306, 2018, S. 638–639.
7. ↑  Frank Bösch (Hrsg.): Wege in die digitale Gesellschaft. Computernutzung in der Bundesrepublik 1955–1990. Göttingen 2018.
8. ↑  Historiker Frank Bösch: 1979 war eine Zeitenwende – in jeder Hinsicht. Deutschlandfunk Kultur vom 25. Januar 2019, abgerufen am 26. Januar 2019.
9. ↑  Spiegel-Bestseller (2019). In: Der Spiegel. Abgerufen am 7. März 2019.
10. ↑  Das sind die besten Sachbücher für den Februar. In: Die Welt, 3. Februar 2019.
11. ↑  Die besten Sachbücher im März: Angst. Politik und Sex-Maschinen. In: Die Welt, 27. Februar 2019.
12. ↑  Franziska Augstein: 1979 – das Jahr der Umbrüche. In: Süddeutsche Zeitung. 29. Januar 2019.
13. ↑  Rudolf Walther: Buch über die Krisen des Jahrs 1979: Dokument einer Zeitenwende. In: taz. 24. Februar 2019.
14. ↑  Sven Felix Kellerhoff: Was unser Leben heute prägt, begann 1979. In: Die Welt. 1. Februar 2019.
15. ↑  Leseempfehlungen: Die Sachbuch-Bestenliste für März 2024. Abgerufen am 17. März 2024.
16. ↑  Bayerischer Rundfunk: Frank Bösch: Deals mit Diktatoren - Lesungen. Abgerufen am 17. März 2024.
17. ↑  Nils Markwardt: Menschenrechte: Doppelmoral hält besser. In: Die Zeit. 8. März 2024; Peter Carstens: Geschichte der BRD: Aufgestiegen durch Nähe zu Diktaturen (Rezension von Bösch "Deals mit Diktaturen"). Abgerufen am 17. März 2024.
18. ↑  Frank Bösch, Andreas Wirsching (Hrsg.): Hüter der Ordnung. Die Innenministerien in Bonn und Ost-Berlin nach dem Nationalsozialismus. Göttingen 2018.
19. ↑  Projekt Radikale Rechte

| Personendaten    | Personendaten        |
| ---------------- | -------------------- |
| NAME             | Bösch, Frank         |
| KURZBESCHREIBUNG | deutscher Historiker |
| GEBURTSDATUM     | 25. Oktober 1969     |
| GEBURTSORT       | Lübeck               |